# Martha Araújo
Martha Roberta dos Santos Araújo (Maceió, 1943), mais conhecida como Martha Araújo, é uma escultora e artista plástica e performática brasileira. Martha é famosa por suas obras interativas e experimentos sensoriais.

## Vida
Antes de começar a trabalhar com arte, Martha estudou Pedagogia na Universidade Federal do Rio de Janeiro (UFRJ) e se formou em 1970. Ela terminou seu mestrado em 1977, na mesma disciplina, na Pontifícia Universidade Católica do Rio de Janeiro (PUC-Rio). Em 1980, Martha começa a realizar pesquisas antropológicas em peças de cerâmica, na Bahia, continuando-os no ano seguinte em São Paulo. Em 1982, após retornar à cidade de Maceió, é tutorada em desenho por Jadir Freire. Entre 1984 e 1987, Martha pratica suas técnicas sob a supervisão do escultor Haroldo Barroso.
No ano de 1986, enquanto fazia curso ministrado por Roberto Moriconi no Museu de Arte Moderna do Rio de Janeiro (MAM Rio), realizou sua primeira exibição individual, intitulada Hábito/Habitante, na Galeria de Arte do Centro Empresarial.
Atualmente possui um estúdio em Maceió, onde expõe suas obras.

## Exibições
Individuais
- 1986: Hábito/Habitante, Galeria de Arte do Centro Empresarial, Rio de Janeiro;
- 1994: Martha Araújo, Galeria de Arte Associação Cultural Brasil, Estados Unidos, El Salvador, Brasil;
- 2002: Entrópicos, Pinacoteca da Universidade Federal de Alagoas, Maceió;
- 2015: Hábito/Habitante, Galería PM8, Vigo, Espanha;[4]
- 2015: Para um corpo pleno de vazios, Galeria Jaqueline Martins, São Paulo.

Grupo
- 2014: Artevida, organizada por Adriano Pedrosa e Rodrigo Moura na Escola de Artes Visuais do Parque Lage;[5]
- 2018: Moving Stones Kadist Art Foundation, Paris, França.

## Prêmios e reconhecimentos
Em 1986, Martha recebeu um prêmio durante o 10º Salão Carioca de Artes.